# Herta Rosmini
Herta Rosmini (* 9. November 1913 in Wien; † unbekannt) war eine österreichische Skirennläuferin.

## Karriere
1936 nahm Rosmini an den Olympischen Winterspielen in Garmisch-Partenkirchen teil, wobei sie in der Kombination den 17. Platz belegte. Kurz zuvor hatte sie bei den Österreichischen Skimeisterschaften Bronze im Slalom gewonnen.
Nach 1936 ist Rosmini als Rennläuferin nicht mehr in Erscheinung getreten.

## Erfolge

### Olympische Winterspiele
- Garmisch-Partenkirchen 1936: 17. Kombination

### Österreichische Meisterschaften
- Bronze im Slalom (1935)